# Meklenbursko
Meklenbursko (německy Mecklenburg) je historická země na severu Německa při pobřeží Baltského moře o rozloze asi 16 057 km².
V současné době patří téměř celé její území ke spolkové zemi Meklenbursko-Přední Pomořansko, ale pruh území s městem Fürstenberg náleží od roku 1990 ke spolkové zemi Braniborsku, obce Bäk, Mechow, Römnitz a Ziethen náležejí od listopadu 1945 na základě Barber-Ljaščenkovy dohody ke Šlesvicku-Holštýnsku, dvě exklávy jižně od města Wittstock od 1. dubna 1937 rovněž k Braniborsku. Exklávy na území Šlesvicka-Holštýnska náležejí od 1. dubna 1937 ke Šlesvicku-Holštýnsku. Vesnice Kaltenhof (dnes součást obce Langendorf) na levém břehu Labe jižně od obce Dömitz je od roku 1946 součástí spolkové země Dolní Sasko. Součástí Dolního Saska je od 30. června 1993 i meklenburská část obce Amt Neuhaus (osada Niendorf).

## Dějiny

### Od starověku do roku 1170

Znak Niklotovců

Ve starověku bylo území osídleno germánskými Langobardy, později Sasy, od konce 6. století a počátku 7. století se zde usazovaly kmeny slovanských Obodritů (Bodrců) a Varnů. Pod vládou obodritských knížat zde vzniklo v 8. století silné kmenové knížectví, od počátku 10. století postupně podmaňované saskými feudály: Billunžská marka vytvořená roku 937 zaujímala území východně od saského limitu (Limes Saxonicus) až po západní Pomořansko. Podmanění slovanského knížectví dovršil saský vévoda Jindřich Lev. Avšak již roku 1167 obdržel syn posledního obodritského knížete Pribislav území zpět jako saské vévodské léno. Tato obodritská dynastie Niklotovců, jež se záhy poněmčila, zde vládla až do roku 1918 (což je naprostý unikát), kdy byla zrušena monarchie v Německu.

### Od roku 1170 do roku 1610

Znak Meklenburských s typickou hlavou černého býka

Roku 1170 bylo Meklenbursko povýšeno na říšské knížectví a zároveň začala silná německá kolonizace. Po porážce saského vévody Jindřicha Lva roku 1180 se Meklenburska zmocnil dánský král Waldemar II. (1181), ten byl ale roku 1227 poražen a území navráceno Římskoněmecké říši. Roku 1229/37 se rozdělil vládnoucí rod do 4 linií (Mecklenburg, Rostock, Parchim a Werle), z nichž však pouze jedna setrvala v držení Meklenburska. Kníže Jindřich II. Lev („Heinrich II. der Löwe“), připojil roku 1292 sňatkem s Beatricí Braniborskou panství Starigrad (východně od původních rodových držav) a roku 1323 získal zpět Rostock. V roce 1358 zakoupil vévoda Albert II. (povýšený roku 1348 na vévodu císařem Karlem IV.) hrabství Schwerin (Zvěřín).

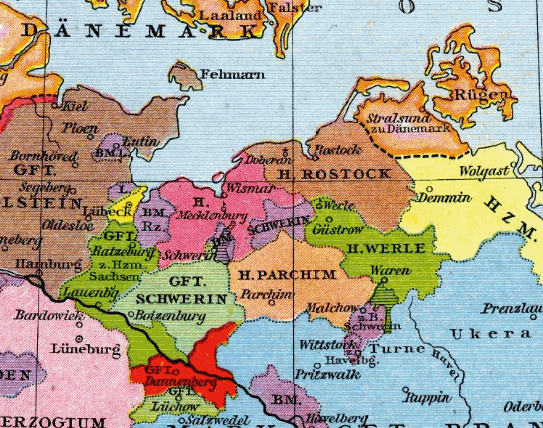
Rozdělené Meklenbursko
v polovině 13. století

Povýšením Meklenburska na říšské vévodství byla definitivně odstraněna lenní závislost na Sasku. Roku 1442 získala nástupnické právo na Meklenbursko braniborská dynastie a roku 1471 byly spojeny dříve rozdělené meklenburské země pod vládou jednoho rodu.

### Od roku 1611 do roku 1701
Roku 1611 a 1621 však bylo území vévodství rozděleno mezi dvě linie: Mecklenburg-Schwerin (Zvěřín) na západě a Mecklenburg-Güstrow na východě. Téhož roku se osamostatnilo město Rostock (toto přístavní město na řece Wernow bylo už od roku 1358 členem hanzy).
V průběhu třicetileté války dobyl Meklenbursko v roce 1628 Valdštejn a obdržel je jako říšské léno. Po vpádu Švédů v roce 1631 se navrátila vláda domácí meklenburské dynastii, jejíž nároky na území byly potvrzeny roku 1635 Pražským mírem. Na základě ujednání vestfálského míru (1648) odstoupilo Meklenbursko Švédsku strategicky významná území – město Wismar, ostrov Poel a Neukloster, za což náhradou obdrželo sekularizované území biskupství Schwerin (Zvěřín) a knížectví Ratzeburg. Po vymření linie Güstrow v roce 1695 připadlo toto území opět linii Mecklenburg-Schwerin (Zvěřínsku).

### Od roku 1701 do roku 1918
Po vnitřních rodinných rozporech mezi syny vévody Adolfa Friedricha I. († 1658) bylo v roce 1701 vévodství opět rozděleno, při zachování jednoty stavů, do dvou částí: Meklenburska-Zvěřínska (německy Mecklenburg-Schwerin) a Meklenburska-Střelicka (něm. Mecklenburg-Strelitz). Zakladatelem střelické linie byl vévoda Adolf Friedrich II. (1658–1708), jemuž připadlo knížectví Ratzeburg a panství Stargard. Zároveň byla v obou částech zavedena primogenitura.
Mapa Meklenburska v roce 1789 – poznámka k mapě: Meklenbursko později ztratilo ve prospěch Pruska 3 exklávy na území Prignitzu; enklávu Meklenburska-Zvěřínska uvnitř Meklenburska-Střelicka západně od Fürstenbergu získalo rovněž Prusko. Prusko rovněž získalo i malé území jižně od obce Karbow-Vietlübbe, které pak bylo jeho enklávou. Všechna tato území začlenilo Prusko do provincie Braniborska. Pruská enkláva na území Meklenburska-Střelicka západně od Fürstenwerderu se pak zase stala součástí Meklenburska-Střelicka.
Roku 1808 přistoupila obě vévodství k Rýnskému spolku a roku 1813 se připojila na stranu Pruska proti Napoleonovi. Roku 1815 pak byla obě vévodství (Meklenbursko-Zvěřínsko 14. července a Meklenbursko-Střelicko 28. července) povýšena na velkovévodství a stala se členy Německého spolku. Roku 1866 se v prusko-rakouském sporu o Šlesvicko-Holštýnsko postavila obě velkovévodství opětovně na stranu Pruska a pak následujícího roku (1. července 1867) vstoupila do Severoněmeckého spolku a 18. ledna 1871 se stala spolkovými zeměmi Německého císařství.
Meklenbursko v roce 1871 na mapě severního Německa

### Od roku 1918 do nástupu nacismu

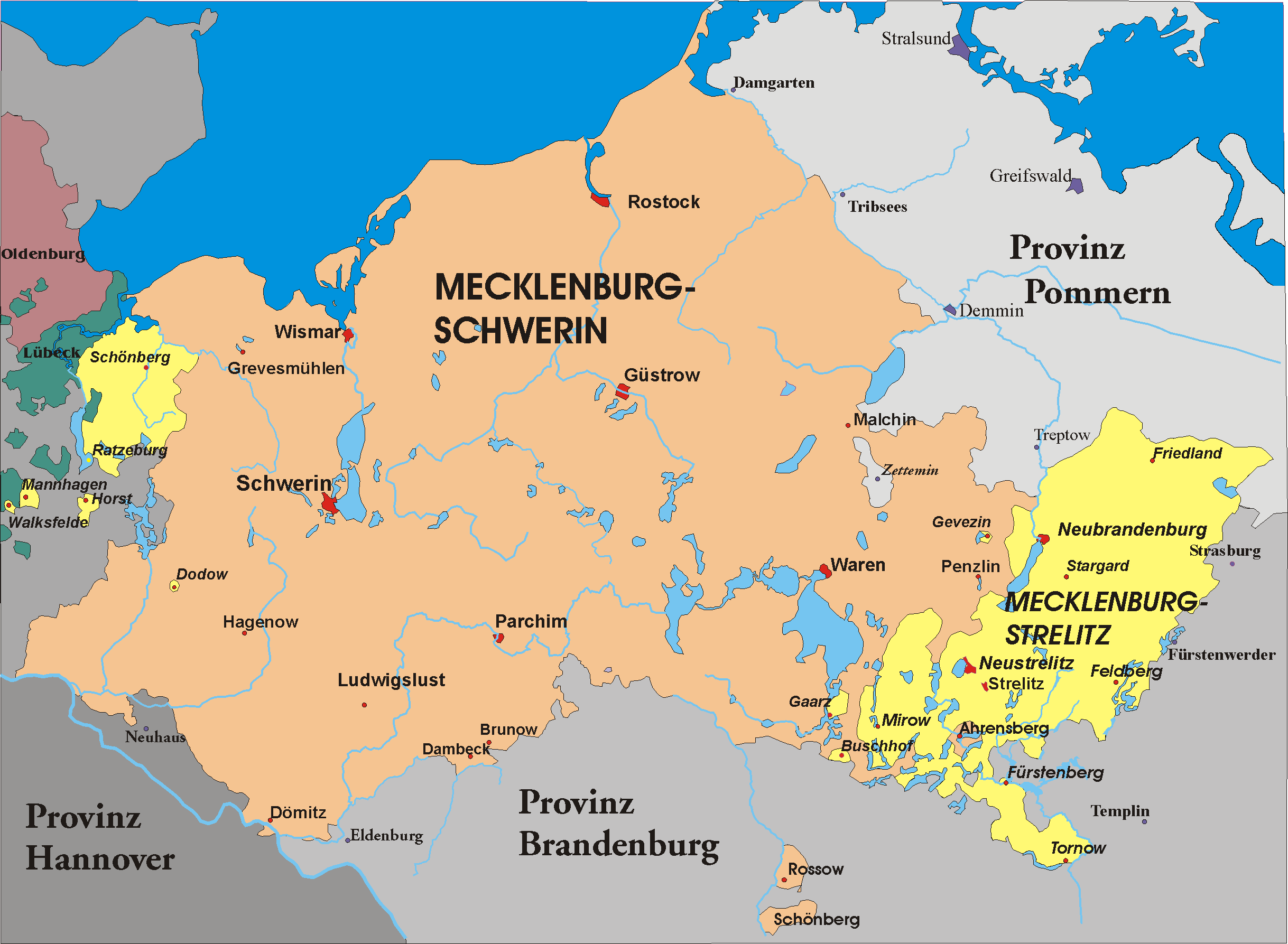
Mapa Meklenburska
před rokem 1934

Dne 14. listopadu 1918 odstoupili oba velkovévodové a oba meklenburské státy byly prohlášeny Svobodnými státy (Freistaat Mecklenburg-Strelitz a Freistaat Mecklenburg-Schwerin) tzv. Výmarské republiky, jimiž byly až do roku 1933.

### Od nástupu nacismu do roku 1945
Poté, co vstoupil v účinnost nový zákon o začlenění zemí do Říše (Vorläufigen Gesetzes zur Gleichschaltung der Länder mit dem Reich) z 31. března 1933 se na svých posledních zasedáních dne 13. října 1933 usnesly pod nacistickým tlakem zemské sněmy obou meklenburských zemí na sjednocení obou zemí ke dni 1. ledna 1934. Dne 14. října 1933 pak v celém Německu přestaly existovat zemské sněmy, čímž státoprávně přestaly oba meklenburské státy existovat jako Svobodné státy, a 1. ledna 1934 se obě země sjednotily jako Země Meklenbursko, která byla nadále zemí centralizované Třetí Říše, což potvrdil i zákon o nové struktuře říše z 30. ledna 1934. I nadále zde však až do konce války fungovala formální zemská vláda. Zákonem „o Velkém Hamburku a dalších územních úpravách“ 1 či 2 Archivováno 17. 1. 2018 na Wayback Machine. ze dne 26. ledna 1937 pak s platností od 1. dubna 1937 nacisté začlenili do Meklenburska dvě dříve lübecké obce, pomořanskou exklávu Zettemin a několik nevýznamných braniborských exkláv, naopak obě meklenburské exklávy na území pruské provincie Braniborska (obec Rossow – dnes součást města Wittstock/Dosse; obec Netzeband – dnes součást obce Temnitzquell, a Schönberg - dnes součást obce Wusterhausen/Dosse) byly připojeny k Braniborsku, a meklenburské exklávy (celkem 3) na území Pruské provincie Šlesvicka-Holštýnska zase k této provincii.

### Od roku 1945

Vlajka Meklenburska-Střelicka od 23. 12. 1863 do 31. 12. 1933, a Meklenburska-Zvěřínska od 4. 1. 1864 do 31. 12. 1933, a Země Meklenburska v letech 1934–1935 a 1946–1952

V květnu 1945 se celé Meklenbursko (bez vesnice Kaltenhof na levém břehu Labe jižně od města Dömitz a bez exkláv před 1. dubnem 1937) stalo součástí sovětské okupační zóny Německa. Jeho bývalé exklávy na území Šlesvicka-Holštýnska a území jižně od města Dömitz se stalo součástí britské okupační zóny Německa. Dne 9. července 1945 pak bylo v rámci sovětské okupační zóny Německa Meklenbursko sloučeno s částí dosud pruské provincie Pomořansko jako autonomní Země Meklenbursko o rozloze 22 838 km². Její součástí se staly i obě bývalé enklávy dosud pruské provincie Braniborska, které byly 1. dubna 1937 začleněny do Meklenburska. Bývalé Meklenburské exklávy na území Braniborska zůstaly i nadále součástí Braniborska. Součástí nově vymezené Země Meklenburska se stala i malá část dosud pruské provincie Hannoverska (moderní obec Amt Neuhaus). Dne 13. listopadu 1945 došlo k podpisu Barber-Ljaščenkovy dohody[zdroj?], na jejímž základě došlo v listopadu 1945 k územní výměně mezi Britskou a Sovětskou okupační zónou. Podle této dohody bylo několik obcí na území Šlesvicko-Holštýnska (Dechow, Groß Thurow, Klein Thurow a Lassahn) připojeno k sovětské okupační zóně, přičemž se staly součástí země Meklenbursko, naopak obce Bäk, Mechow, Römnitz a Ziethen na severozápadě Meklenburska byly předány do britské okupační zóny, kde se staly součástí země Šlesvicko-Holštýnsko.
Dále viz Meklenbursko-Přední Pomořansko a Sovětská okupační zóna Německa.